# Kristiansund
Kristiansund è un comune e una città situata nella contea di Møre og Romsdal in Norvegia. Ha ricevuto lo status di città nel 1742.

## Geografia fisica
Situata nel distretto di Nordmøre, Kristiansund è costruita su quattro isolette che si affacciano sul Mare di Norvegia.
Il comune di Kristiansund comprende anche, dal 2008, l'ex-comune di Frei.

## Storia
Si hanno prove certe che la zona fosse abitata sin dall'8000 a.C. (come dimostrato dai recenti ritrovamenti nella vicina grotta di Bremsnes). Nel XVII secolo l'olandese Jappe Ippe portò in Norvegia le sue conoscenze sulla salatura del pesce. Nel 1691 ricevette l'autorizzazione dal re di produrre ed esportare lo stoccafisso. Iniziò così un'industria molto redditizia che coinvolgeva tutta Kristiansund. Nel 1742 ricevette lo status di città che la portò a un più ampio sviluppo economico. Oggi la città è ancora conosciuta per la produzione di stoccafisso e di baccalà.

## Sport
Il calcio è lo sport più popolare della città; la squadra principale è il Kristiansund che milita nella massima serie norvegese, l'Eliteserien, mentre la seconda squadra cittadina è il Clausenengen Fotballklubb, militante nella 4. divisjon. La città e conosciuta anche per aver dato i natali alla leggenda della Nazionale norvegese e del Manchester United Ole Gunnar Solskjær.